# Внуковский сельский округ (Ленинский район)
Внуковский сельский округ — упразднённая административно-территориальная единица, существовавшая на территории Ленинского района Московской области в 1994—2006 годах.
Внуковский сельсовет был образован 23 ноября 1925 в состав Козловской волости Московского уезда Московской губернии путём выделения из Изваринского с/с.
В 1926 году Внуковский с/с включал деревни Внуково и Изварино, а также Изваринский детский приют.
В 1929 году Внуковский с/с был отнесён к Кунцевскому району Московского округа Московской области.
20 сентября 1946 года на территории Внуковского с/с был образован рабочий посёлок Внуково. При этом он был выведен из состава сельсовета.
14 июня 1954 года к Внуковскому с/с были присоединены Пыхтинский и Рассказовский сельсоветы.
28 июля 1960 года Кунцевский район был упразднён, а Внуковский с/с был передан в новый Ульяновский район.
1 февраля 1963 года Ульяновский район был упразднён и Внуковский с/с вошёл в Звенигородский сельский район. 11 января 1965 года Внуковский с/с был передан в восстановленный Ленинский район.
22 января 1965 года из Внуковского с/с в Мамоновский с/с Одинцовского района были переданы селения Глазынино, Губкино и Лесные Поляны.
3 февраля 1994 года Внуковский с/с был преобразован во Внуковский сельский округ.
1 марта 1995 года во Внуковский с/о была включена территория ДСК «Мичуринец».
В ходе муниципальной реформы 2004—2005 годов Внуковский сельский округ прекратил своё существование как муниципальная единица. При этом все его населённые пункты были переданы в сельское поселение Внуковское.
29 ноября 2006 года Внуковский сельский округ исключён из учётных данных административно-территориальных и территориальных единиц Московской области.